# Clathrina broendstedi
Clathrina broenstedi Rapp, Janussen e Tendal, 2011 è una specie di spugna calcarea della famiglia Clathrinidae, presente nel Mare di Weddell, nell'Oceano Antartico. La specie prende il nome da Holger Brøndsted, uno studioso danese di spugne. Le uniche spicole presenti in questa specie sono triassoni.
L'animale è adattato alla sopravvivenza nel freddo fondale oceanico antartico, e presenta una particolare longevità: si stima che alcuni esemplari possano arrivare ad una età di 1.500 anni.